# Muskogeanska språk
De muskogeanska språken utgör en språkfamilj inom ursprungsspråken som talas i sydöstra USA. Språkfamiljen innehåller sju språk, varav ett är utdött. Det största språket inom språkfamiljen är choctaw med 17,890 talare år 1999. De muskogeanska språken är agglutinerande.

## Indelning
Indelningen av de muskogeanska språken är omtvistad. Indelningen enligt Ethnologue är följande:
- Väst-muskogeanska språk: choctaw och chickasaw
- Öst-muskogeanska språk: alabama, apalachee (†), koasati, mikasuki och muskogee.